# マズルク語
マズルク語もしくはマズルカ語もしくはマズールィ語（マズルクご、マズルカご、マズールご、英：Masurian、Mazurian、Masovian、Mazovian）は5つあるポーランド語の方言の1つである。主にマズルク地方で使用されている。14世紀に旧プロイセンに対するドイツ騎士団の戦争によって荒廃した東プロイセンの南の地に、マゾヴィア（Massovia）から移住した人々が使用していた。この領域は他のポーランド語の領域と隔絶されていたため、新しい方言が生じた。
宗教改革のマズルク地方への浸透により、マズルク地方の人々はポーランドとの最後のつながりを失った。プロイセンが大「ドイツ」の一部となった後、自分たちが住んでいる地域に愛着を抱いていたため、この地方の人々は自分たちの言葉を捨て、ドイツ語を使用することを選択した。
これは1920年の国民投票により決定された。この国民投票では、マズルク地方がポーランドか東プロイセンのどちらに含まれるべきかを投票し、約99％がドイツに投票した。これにより、マズルク語を廃止しドイツ語に変更するという試みが開始された。しかし、これは1945年にマズルク地方が赤軍に解放されたため、完了しなかった。
現在も、約半数の人々が母国においてマズルク語を使用している。戦争中及びその後の世代では、マズルク地方の人々の多くがマズルク地方を離れ、ドイツ（大半は西ドイツ）に移った。そこで周囲に同化されていったため、マズルク語は徐々に消えつつある。